# Municipio de Rich Valley (Dakota del Norte)
El municipio de Rich Valley (en inglés: Rich Valley Township) es un municipio ubicado en el condado de Benson en el estado estadounidense de Dakota del Norte. En el año 2010 tenía una población de 40 habitantes y una densidad poblacional de 0,43 personas por km².

## Geografía
El municipio de Rich Valley se encuentra ubicado en las coordenadas 47°59′6″N 99°43′38″O / 47.98500, -99.72722. Según la Oficina del Censo de los Estados Unidos, el municipio tiene una superficie total de 93.4 km², de la cual 93,2 km² corresponden a tierra firme y (0,21 %) 0,2 km² es agua.

## Demografía
Según el censo de 2010, había 40 personas residiendo en el municipio de Rich Valley. La densidad de población era de 0,43 hab./km². De los 40 habitantes, el municipio de Rich Valley estaba compuesto por el 97,5 % blancos, el 2,5 % eran de otras razas. Del total de la población el 2,5 % eran hispanos o latinos de cualquier raza.